# Luciano Moggi
Pour les articles homonymes, voir Moggi.
Luciano Moggi (né le 10 juillet 1937 à Monticiano dans la province de Sienne en Toscane) est un dirigeant de football italien.
Personnage controversé et discuté dans le monde du calcio, il est surtout connu pour avoir été le directeur général de la Juventus entre 1994 et 2006. Impliqué dans un scandale de matches truqués (Calciopoli), Moggi a démissionné de ses fonctions au mois de mai 2006.
Son fils Alessandro Moggi dirige la société d'agents de joueurs GEA World, également mise en cause par la justice italienne.

## Biographie

### Débuts dans le football
Il joue au football durant sa jeunesse, avec le club de l'Akragas Calcio durant la saison 1963-64.
Ancien employé des chemins de fer à Civitavecchia sans mettre de côté sa passion pour le football, Moggi, d'origine modeste, devient recruteur de jeunes talents pour la Juventus (son club de cœur) grâce à Italo Allodi, personnage controversé alors directeur général de la Juve. 
Il est notamment à l'origine de la découverte de jeunes talentueux et futurs grands joueurs du club, comme Paolo Rossi en 1972, Claudio Gentile en 1973 ou encore Gaetano Scirea en 1974 (Moggi voyait en lui le digne successeur de Sandro Salvadore). Après le départ d'Allodi, Moggi obtient alors de plus grandes responsabilités au club, comme la prise de contact avec les autres équipes, ou encore des négociations. Mais n'étant pas permis par le président du club Giampiero Boniperti d'accéder au siège du club, il quitte alors la société.
Il arrive alors à l'AS Rome du nouveau président Gaetano Anzalone, et réalise le gros coup de faire venir au club Roberto Pruzzo en 1978, également courtisé par son ancien club.
En 1980, après le scandale du Totonero, il devient le nouveau directeur sportif de la Lazio, mais après une gestion désastreuse, il assiste impuissant à la descente du club en Serie B.
Il travaille ensuite pour le Torino du président Sergio Rossi. Le 10 novembre 1982, Moggi, fut condamné par la cour d'appel italienne de Rome pour homicide involontaire (à la suite d'un accident de voiture) à quatre mois de réclusion. Il reste pendant 5 ans au Toro, jusqu'en 1987, subissant de sévères critiques de la part des tifosi pour ses coups réalisés au mercato (comme l'argentin Patricio Hernández) ou ses coups manqués (comme le yougoslave Safet Sušić finalement parti pour le PSG).
En 1987, Moggi est nommé directeur sportif du Napoli, le club de Diego Maradona, succédant à une vieille connaissance, Italo Allodi. Il réussit notamment à faire signer au club napolitain Giovanni Francini et Careca, Naples remportant durant la période de Moggi la Coupe UEFA en 1988-89, ainsi qu'un scudetto et une supercoupe d'Italie en 1989-90 et 1991.
En 1991, il retourne au Torino, alors présidé par Gian Mauro Borsano. Il fut ensuite accusé lui et son collaborateur Luigi Pavarese de fournir des prostituées aux arbitres lors des matchs du Torino à domicile durant la Coupe UEFA 1991-92,. Cependant, ce fut Pavarese qui en assuma toutes les responsabilités.
Il est enfin à nouveau employé par l'AS Roma en 1993 du nouveau président Franco Sensi,, avant de quitter la capitale à la suite des appels de son club de toujours, la Juventus.

### Directeur général de la Juve
Moggi est nommé directeur général de la Vieille Dame en 1994. Responsable des transferts, il gère le club en compagnie de Roberto Bettega, vice-président, et d'Antonio Giraudo, administrateur délégué. Les trois dirigeants bianconeri, surnommés « la Triade », font appel à l'entraîneur Marcello Lippi entre 1994 et 1999, puis de 2001 à 2004. Lippi permet à la Juve de renouer avec le succès en championnat et en Ligue des champions.
Ces douze années passées à la Juventus sont les plus victorieuses de sa carrière, faisant de lui un des dirigeants les plus importants au niveau national et international. Pendant ces 12 ans, la Juventus remporte 7 scudetti (dont 2 révoqués), une coupe d'Italie, 4 supercoupes d'Italie, une ligue des champions, une Coupe intercontinentale, une supercoupe d'Europe ainsi qu'une coupe Intertoto. En plus de ces nombreux succès, les bianconeri arrivent deux fois en finale de coupe nationale, une fois en finale de la coupe UEFA et trois fois de suite en finale de la ligue des champions. 
Ces résultats sont dus à une excellente gestion des transferts. En effet, il achète beaucoup de joueurs talentueux, dont certains méconnus, qui deviendront par la suite des joueurs de haut niveau comme Ciro Ferrara, Didier Deschamps, Zinédine Zidane, Edgar Davids, Filippo Inzaghi, Thierry Henry, Edwin van der Sar, Gianluca Zambrotta, Gianluigi Buffon, Lilian Thuram, Pavel Nedvěd, Mauro Camoranesi, David Trezeguet, Fabio Cannavaro, Emerson, Zlatan Ibrahimović, Patrick Vieira, Adrian Mutu ou encore Giorgio Chiellini. Tous ces transferts se sont révélés très avantageux pour la Juventus sur le plan sportif mais aussi parfois sur le plan financier. De plus, Moggi engagea notamment comme entraîneur Marcello Lippi, Carlo Ancelotti et Fabio Capello, trois entraîneurs de haut niveau.
Au printemps 2006 éclate un scandale à la suite de la publication dans la presse italienne (La Gazzetta dello Sport, et repris par le groupe de médias Mediaset appartenant à Silvio Berlusconi) de comptes rendus d'écoutes téléphoniques ordonnées par la justice deux ans plus tôt. Le public prend connaissance des conversations de Luciano Moggi et Pierluigi Pairetto, ancien arbitre, chargé par la fédération italienne de football de sélectionner les arbitres pour les rencontres de championnat entre 1999 et 2004. Ce scandale implique plusieurs clubs évoluant dans le championnat d'Italie de football : la Juventus, le Milan AC, la Lazio ainsi que la Fiorentina.
Les douze membres du Conseil d'administration de la Juve, dont faisait partie Moggi, démissionnent le 11 mai 2006.
Mis en examen et accusé d'association de malfaiteurs destinée à la fraude sportive par le parquet de Naples, chargé de l'enquête, Luciano Moggi a été suspendu de toute fonction sportive à vie. Rétrogradée en Serie B, la Juve a été déchue des titres acquis dans le Calcio lors des saisons 2004-2005 et 2005-2006 et ne pourra prendre part à l'édition 2006-2007 de la Ligue des champions.
| « Aujourd'hui, ils ont tué mon âme. » — Luciano Moggi, à l'issue de la prononciation de son jugement. |  | « Sans le Calciopoli, la Juve serait l'égal du FC Barcelone. » — Luciano Moggi |

Certaines sources en Italie qualifient ce procès de vaste mascarade, accusant sans preuves d'être derrière tout cela tantôt Massimo Moratti (président de l'Inter, club rival de la Juventus), tantôt la justice sportive italienne et la FIGC, ou parfois même les propres dirigeants du club (à l'époque Luca di Montezemolo qui choisit de ne pas aller jusqu'au bout de la procédure judiciaire, laissant le club descendre en Serie B alors qu'un recours à la justice civile était possible à l'échelon italien comme européen), face à l'influence et au pouvoir croissant de Moggi et Giraudo au sein de la dirigence du club (alimentant alors ces soupçons de règlement de comptes internes pour écarter les éléments gênants en sabotant le club, Moggi envisageant à long terme de peut-être racheter le club avec des aides extérieures).

### L'affaire GEA World
Luciano Moggi est également poursuivi dans l'affaire mettant en cause GEA World, la société d'agents de joueurs dirigée par son fils Alessandro. Le parquet de Rome a ouvert une information judiciaire pour concurrence déloyale avec violences et menaces. Davide Lippi, fils de Marcello Lippi, ancien entraîneur de la Juventus et ex-sélectionneur de l'équipe nationale italienne, a été employé comme consultant par GEA World.

## Carrière de dirigeant
- 1979-1980 :  AS Roma
- 1980-1982 :  Lazio
- 1982-1987 :  Torino
- 1987-1991 :  Napoli
- 1991-1993 :  Torino
- 1993-1994 :  Roma
- 1994-2006 :  Juventus